# Robert Clatworthy
Robert Clatworthy (31 dicembre 1911 – La Cañada Flintridge, 2 marzo 1992) è stato uno scenografo statunitense.

## Filmografia parziale
- California (Can't Help Singing), regia di Frank Ryan (1944)
- Alba di fuoco (Dawn at Socorro), regia di George Sherman (1954)
- La rapina del secolo (Six Bridges to Cross), regia di Joseph Pevney (1955)
- L'infernale Quinlan (Touch of Evil), regia di Orson Welles (1958)
- Il selvaggio e l'innocente (The Wild and the Innocent), regia di Jack Sher (1959)
- Gangster, amore e... una Ferrari (Never Steal Anything Small), regia di Charles Lederer (1959)
- Psyco (Psycho), regia di Alfred Hitchcock (1960)
- Il segreto di Pollyanna (Pollyanna), regia di David Swift (1960)
- Il cowboy con il velo da sposa (The Parent Trap), regia di David Swift (1961)
- Il visone sulla pelle (That Touch of Mink), regia di Delbert Mann (1962)
- Magia d'estate (Summer Magic), regia di James Neilson (1963)
- La nave dei folli (The Ship of Fools), regia di Stanley Kramer (1965)
- Indovina chi viene a cena? (Guess Who's Coming to Dinner), regia di Stanley Kramer (1967)
- Il segreto di Santa Vittoria (The Secret of Santa Vittoria), regia di Stanley Kramer (1969)